# Deutsche Schachzeitung
Deutsche Schachzeitung (нім. Німецька шахова газета) — німецький шаховий журнал, місячник. Виходив у Берліні (деякий час, 1846—1848 — у Лейпцигу). У 1980-х роках був найстарішим шаховим журналом світу, який виходив до того часу — перший номер випустили у липні 1846 року.
Видання було ініційоване гуртом берлінських шахістів (т. зв. «Берлінська плеяда»). Перший редактор — Людвіґ Бледов (лише на 2 перші номери). Перша назва — «Schachzeitung», назву «Deutsche Schachzeitung» носив із 1872 року.
У 1944 році видання журналу припинили. Відновлений у жовтні 1950 року в Західному Берліні. Редактором-видавцем відновленого часопису став Рудольф Тешнер і був ним аж до 1989 року.
Журнал перестав існувати в січні 1989 року, коли ввійшов до складу газети «SchachReport».